# Zykluserkennung
Als Fahrzykluserkennung oder kurz Zykluserkennung (englisch: cycle beating, drive cycle recognition) wird ein Vorgang bezeichnet, bei dem ein Fahrzeug erkennt, wenn es einen bestimmten Fahrzyklus auf einem Rollenprüfstand abfährt und eine Abschalteinrichtung aktiviert.
Obwohl der TÜV Rheinland schon 1991 derartige Manipulationen bei Messungen feststellte, wurden sie erst durch den VW-Abgasskandal im Jahr 2015 allgemein bekannt.